# カルロス・アスアヘ
- カルロス・アサヘ
- カルロス・アスアヘイ

カルロス・アルベルト・アスアヘ（Carlos Alberto Asuaje, 1991年11月2日 - ）は、 ベネズエラのララ州バルキシメト出身のプロ野球選手（二塁手）。右投左打。
メディアによっては「アサへ」、「アスアヘイ」と表記されることもある。

## 経歴

### プロ入り前
ベネズエラ生まれだが、2歳の時に一家でアメリカ合衆国へ移住している。

### プロ入りとレッドソックス傘下時代
2013年のMLBドラフト11巡目（全体323位）でボストン・レッドソックスから指名され、プロ入り。契約後、傘下のA-級ローウェル・スピナーズでプロデビュー。52試合に出場して打率.269、1本塁打、20打点、4盗塁を記録した。
2014年はA級グリーンビル・ドライブとA+級セイラム・レッドソックスでプレーし、2球団合計で129試合に出場して打率.310、15本塁打、101打点、8盗塁を記録した。
2015年はAA級ポートランド・シードッグスでプレーし、131試合に出場して打率.251、8本塁打、61打点、9盗塁を記録した。オフにはアリゾナ・フォールリーグに参加し、スコッツデール・スコーピオンズに所属した。

### パドレス時代
2015年11月13日にクレイグ・キンブレルとのトレードで、マニュエル・マーゴット、ハビー・ゲラ、ローガン・アレンと共にサンディエゴ・パドレスへ移籍した。
2016年は開幕から傘下のAAA級エル・パソ・チワワズでプレーし、134試合に出場して打率.310、9本塁打、69打点、10盗塁を記録した。また、7月にはオールスター・フューチャーズゲームに選出され、パシフィックコーストリーグの新人賞にも輝いた。9月21日にメジャー契約を結んでアクティブ・ロースター入りし、同日のアリゾナ・ダイヤモンドバックス戦でメジャーリーグ初出場。この年メジャーリーグでは7試合に出場して打率.208・2打点の成績を残した。
2017年は開幕をAAA級エル・パソで迎えた。シーズン2度目の昇格となった6月23日以降、二塁手で先発出場する機会が増えた。
2018年は打率.196に終わり、シーズン終了後の11月9日にFAとなった。

### ロッテ・ジャイアンツ時代
パドレスからFAとなった後に保有権はテキサス・レンジャーズへ移ったが、直接契約することはなく、2018年12月20日、韓国のロッテ・ジャイアンツと契約した。
2019年6月10日、ロッテからウェイバー公示された。

### ダイヤモンドバックス傘下時代
2019年6月21日にダイヤモンドバックスとマイナー契約を結び、傘下のAAA級リノ・エーシズへ配属された。オフの11月7日にFAとなった。

### カブス傘下時代
2020年1月6日にシカゴ・カブスとマイナー契約を結んだ。5月28日に自由契約となった。

### ドジャース傘下時代
2020年12月11日にロサンゼルス・ドジャースとマイナー契約を結んだと報じられ、16日に正式公示された。

## 詳細情報

### 年度別打撃成績
| 年 度    | 球 団    | 試 合 | 打 席 | 打 数 | 得 点 | 安 打 | 二 塁 打 | 三 塁 打 | 本 塁 打 | 塁 打 | 打 点 | 盗 塁 | 盗 塁 死 | 犠 打 | 犠 飛 | 四 球 | 敬 遠 | 死 球 | 三 振 | 併 殺 打 | 打 率 | 出 塁 率 | 長 打 率 | O P S |
| -------- | -------- | ----- | ----- | ----- | ----- | ----- | -------- | -------- | -------- | ----- | ----- | ----- | -------- | ----- | ----- | ----- | ----- | ----- | ----- | -------- | ----- | -------- | -------- | ----- |
| 2016     | SD       | 7     | 25    | 24    | 2     | 5     | 2        | 0        | 0        | 7     | 2     | 0     | 0        | 0     | 0     | 1     | 0     | 0     | 4     | 0        | .208  | .240     | .292     | .532  |
| 2017     | SD       | 89    | 343   | 307   | 28    | 83    | 14       | 1        | 4        | 111   | 21    | 0     | 1        | 5     | 1     | 28    | 0     | 2     | 76    | 6        | .270  | .334     | .362     | .696  |
| 2018     | SD       | 79    | 218   | 189   | 15    | 37    | 8        | 1        | 2        | 53    | 19    | 1     | 1        | 1     | 3     | 24    | 1     | 1     | 46    | 5        | .196  | .286     | .280     | .566  |
| 2019     | ロッテ   | 49    | 194   | 163   | 34    | 41    | 5        | 4        | 2        | 60    | 21    | 4     | 2        | 3     | 1     | 26    | 1     | 1     | 24    | 0        | .252  | .356     | .368     | .724  |
| MLB：3年 | MLB：3年 | 175   | 586   | 520   | 45    | 125   | 24       | 2        | 6        | 171   | 42    | 1     | 2        | 6     | 4     | 53    | 1     | 3     | 126   | 11       | .240  | .312     | .329     | .641  |
| KBO：1年 | KBO：1年 | 49    | 194   | 163   | 34    | 41    | 5        | 4        | 2        | 60    | 21    | 4     | 2        | 3     | 1     | 26    | 1     | 1     | 24    | 0        | .252  | .356     | .368     | .724  |

- 2020年度シーズン終了時

### 年度別守備成績
| 年 度 | 球 団  | 一塁（1B） | 一塁（1B） | 一塁（1B） | 一塁（1B） | 一塁（1B） | 一塁（1B） | 二塁（2B) | 二塁（2B) | 二塁（2B) | 二塁（2B) | 二塁（2B) | 二塁（2B) | 三塁（3B） | 三塁（3B） | 三塁（3B） | 三塁（3B） | 三塁（3B） | 三塁（3B） |
| 年 度 | 球 団  | 試 合      | 刺 殺      | 補 殺      | 失 策      | 併 殺      | 守 備 率   | 試 合     | 刺 殺     | 補 殺     | 失 策     | 併 殺     | 守 備 率  | 試 合      | 刺 殺      | 補 殺      | 失 策      | 併 殺      | 守 備 率   |
| ----- | ------ | ---------- | ---------- | ---------- | ---------- | ---------- | ---------- | --------- | --------- | --------- | --------- | --------- | --------- | ---------- | ---------- | ---------- | ---------- | ---------- | ---------- |
| 2016  | SD     | -          | -          | -          | -          | -          | -          | 6         | 14        | 19        | 1         | 3         | .971      | -          | -          | -          | -          | -          | -          |
| 2017  | SD     | 1          | 0          | 0          | 0          | 0          | ----       | 84        | 143       | 218       | 3         | 68        | .992      | -          | -          | -          | -          | -          | -          |
| 2018  | SD     | -          | -          | -          | -          | -          | -          | 61        | 72        | 128       | 1         | 23        | .995      | 5          | 3          | 2          | 1          | 0          | .833       |
| 2019  | ロッテ | -          | -          | -          | -          | -          | -          | 48        | 96        | 120       | 3         | 24        | .986      | -          | -          | -          | -          | -          | -          |
| MLB   | MLB    | 1          | 0          | 0          | 0          | 0          | ----       | 151       | 229       | 365       | 5         | 94        | .992      | 5          | 3          | 2          | 1          | 0          | .833       |
| KBO   | KBO    | -          | -          | -          | -          | -          | -          | 48        | 96        | 120       | 3         | 24        | .986      | -          | -          | -          | -          | -          | -          |

- 2020年度シーズン終了時

### 表彰
MiLB
- パシフィックコーストリーグ新人賞（英語版）：（2016年）

### 記録
MiLB
- オールスター・フューチャーズゲーム選出：1回（2016年）

### 背番号
- 63（2016年）
- 20（2017年 - 2018年）
- 30（2019年）